# Svenska insatsen i Makedonien

UNPREDEP medaljband.

Svenska insatsen i Makedonien genomfördes under två olika FN-mandat. Dels under mandatet som gällde för UNPROFOR (United Nations Protection Force) och sedermera mandatet för UNPREDEP (United Nations Preventive Deployment Force). Den svenska insatsen i Makedonien bestod av stabspersonal och en skyttepluton inom den nordiska enheten. Under MA01-MA03 ingick även ett skyttekompani. Under pågående mission (MA03) överfördes delar av kompaniet till BA 02 och omgrupperade till Tuzla Airbase. MA01-MA04 var Sveriges truppbidrag i UNPROFOR. MA05, trots sina första veckor i UNPROFOR, var det första bidraget till UNPREDEP. Detta var ett resultat av en omstrukturering (uppdelning) av UNPROFOR vårvintern 1995. (UNPROFOR bibehölls i Bosnien-Hercegovina intill dess att insatsen avslutades som effekt av Daytonavtalet senhösten 1995.) Insatsen med MA13 avslutades i förtid efter diplomatiska förvecklingar mellan Kina och Makedonien rörande Makedoniens nystartade diplomatiska kontakter med Taiwan. Detta föranledde ett veto i FN:s säkerhetsråd i februari 1999. MA13 och UNPREDEP avvecklades under mars och april 1999 efter att något nytt mandat i FN ej hade kunnat skapas.

## Det svenska truppbidraget
Den svenska truppen var förlagd till Camp Valhall, men även till Camp Arctic Circle utanför Skopje. Skyttekompaniet var förlagt till ett gammalt regementsetablissemang i utkanten av Kumanuovo.
| Förbandskod | Förbandsnamn | Aktivt                       | Huvudman | Kommentar                                                         |
| ----------- | ------------ | ---------------------------- | -------- | ----------------------------------------------------------------- |
| MA01        |              | Januari 1993–september 1993  | UNPROFOR |                                                                   |
| MA02 - MA04 |              | September 1993–februari 1995 | UNPROFOR |                                                                   |
| MA05 - MA08 |              | Mars 1995–                   | UNPREDEP | Rotation MA04/05 skedde medio februari 1995.                      |
| MA09        |              |                              | UNPREDEP | Ansvarig för uppsättandet av förbandet var Jämtlands flygflottilj |
| MA10 - MA12 |              |                              | UNPREDEP |                                                                   |
| MA13        |              | –april 1999                  | UNPREDEP | Utökning till skyttebataljon och svensk bataljonschef             |